# Cucumis ficifolius
Cucumis ficifolius là một loài thực vật có hoa trong họ Cucurbitaceae. Loài này được A.Rich. mô tả khoa học đầu tiên năm 1848.